# HannaHannah
HannaHannah is een Nederlandse film uit 2007 van regisseur Annemarie van de Mond en uitgebracht als Telefilm. De film is gebaseerd op een scenario van Rob Bloemkolk en Annemarie van de Mond. De film werd uitgezonden op donderdag 13 mei 2007 en uitgebracht op dvd begin augustus van dat jaar, De oorspronkelijke titel van de film zou Met z'n Allen luiden.

## Verhaal
Hannah wordt na een onenightstand wakker naast Victor. Ze probeert gauw weg te komen omdat ze een afspraak heeft met familieleden maar kan haar auto niet vinden. Victor biedt haar een lift aan. Als Victor de familie leert kennen raakt hij steeds meer geïnteresseerd in Hannah. Hij maakt kennis met haar vreemde karakter en de familie die daarbij hoort. In eerste instantie zien de familieleden van Hannah Victor liever gaan dan komen, maar als hij belooft een boot te regelen voor het 40-jarige jubileum van hun vader en moeder wordt hij al gauw opgenomen in de familie. Iets wat Hannah maar moeilijk kan verkroppen.

## Rolverdeling
- Maria Kraakman - Hannah
- Antonie Kamerling - Victor
- Barry Atsma - Wim
- Kees Boot - Toon
- Janni Goslinga - Trea
- Tanja Jess - Jose
- Eva van der Gucht - Danielle
- Marcel Hensema - Bert
- Olga Zuiderhoek - Moeder
- Kees Hulst - Vader
- John Buijsman - Don
- Eva Damen - Jantien
- Catalijn Willemsen - Ans

## Uitspraken
Komische zinnen zijn bijvoorbeeld als broer Wim die het syndroom van Down heeft zo driftig wordt dat hij alles herhaalt zoals de naam van zijn zus Hannah die hij gauw achter elkaar uitspreekt als HannaHannah, waardoor de titel van de film wordt verklaard. Verder is Hannahanna een naam van een godin uit het Midden-Oosten.
En een scène waarin hij zesmaal roept 'Krijg ik ook gebak', terwijl het gebak al op is.
De ouders die in de film centraal staan maken een 50 minuten durende filmopname voor hun kinderen. De film wordt al korter als vader besluit te gaan plassen.